# Primer Plan Quinquenal de la Unión Soviética

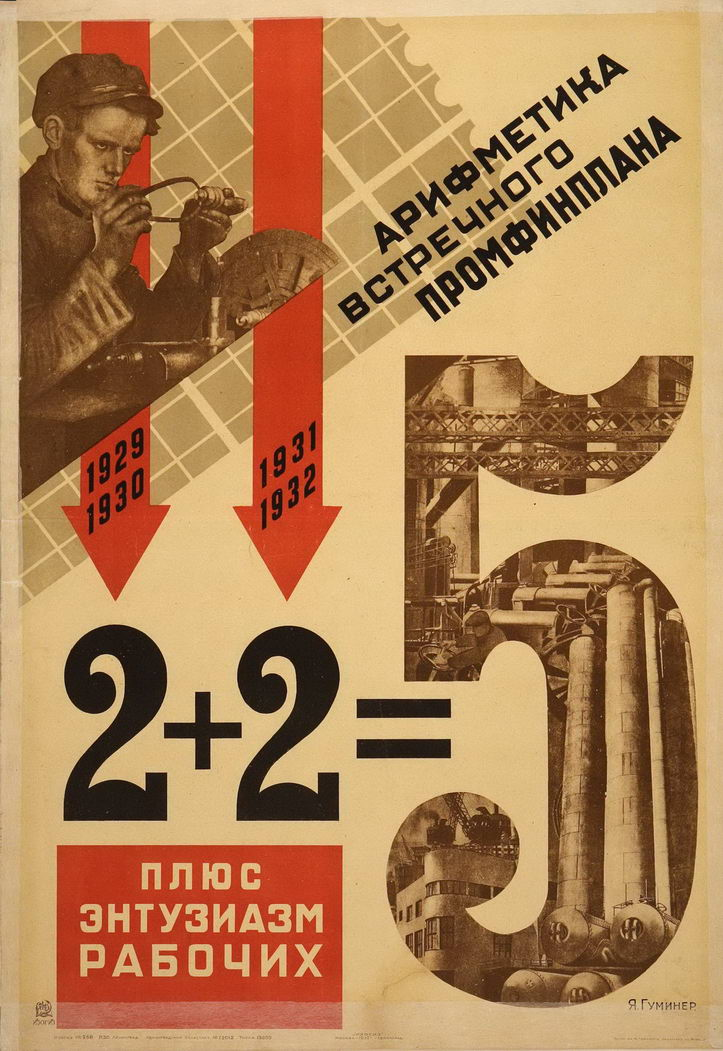
Cartel del Primer plan quinquenal: "Aritmética del PromFinPlan: 2+2 más el entusiasmo de los trabajadores = 5". Por Yákov Guminer. 1931

El Primer Plan Quinquenal de la Unión de Repúblicas Socialistas Soviéticas, el cual dio comienzo a la industrialización (en ruso: Индустриализация, transliterado como Industrializatsiya) de ese país, fue un listado de metas económicas diseñado para fortalecer la economía de la URSS entre los años 1928 y 1932, eventualmente contribuyendo a hacer a ese país autosuficiente desde el punto de vista industrial y militar.
Al respecto, en 1931 el entonces líder supremo soviético Iósif Stalin mencionó que:

“Estamos 50 o 100 años detrás de los países avanzados. Debemos acortar esta distancia en 10 años. O lo hacemos, o ellos nos aplastarán”

Lanzado por el gobierno estalinista en 1928 y administrado por el entonces nuevo ente u organismo estatal denominado Gosplan, el Primer Plan Quinquenal empleó tácticas tales como el mantenimiento de registros detallados de cada bien o ítem fabricado en la Unión Soviética para tratar de enviarlo hacia dónde se lo necesitaba en un determinado momento (idea por lo menos conceptualmente similar al moderno método corporativo justo a tiempo o, en inglés, Just in time).
Uno de los principales objetivos del Primer Plan Quinquenal consistía en el desarrollo de la industria pesada del país. Asimismo, en 1929 el propio Stalin decidió editar los lineamientos del Plan para incluir a los entonces recién creados koljoses (kolkhozi). Estas grandes granjas colectivas se extendían a través de miles de hectáreas de terreno y tenían a cientos de campesinos trabajando en cada uno de ellos.
La creación de estas granjas mediante la colectivización forzada, esencialmente destruyó a los kuláks (campesinos relativamente ricos) como clase social y también llevó al sacrificio de millones de animales de granja que los campesinos preferían matar en lugar de entregárselos a las confiscatorias autoridades.
Estos graves desbarajustes llevaron a una hambruna en Ucrania (conocida localmente como Holodomor), Rusia, Kazajistán y en algunas áreas del norte del Cáucaso, las cuales literalmente mataron de hambre a millones de personas. Al margen de esta desastrosa pérdida de vidas humanas, la introducción de las granjas colectivas les permitió a los campesinos usar tractores para labrar o cultivar la tierra, a diferencia de antes, cuando la mayoría de ellos había sido demasiado pobre para tener uno de aquellos.
Se establecieron estaciones estatales de tractores a través de la URSS y se les permitió a los campesinos usarlos para labrar la tierra, incrementando el promedio de la producción de alimentos por campesino. Además se les permitió a los campesinos vender los excedentes de su producción alimenticia
No obstante, los planificadores estatales no lograban estar al tanto de las diferentes situaciones locales, al usualmente planear desde Moscú en lugar de estar in situ.
En 1932 la producción de granos había caído en un 32% respecto de su promedio anterior, mientras que, para empeorar aún más las cosas, la demanda de alimentos se incrementó en un 44%.
La producción agrícola llegó a deteriorarse tanto que estallaron brotes de hambruna en varios distritos.
La introducción de la colectivización potenció la industrialización del país, a medida que varios millones de agricultores o habitantes rurales -que habían llegado a históricamente representar nada menos que un 80% de la población total del país- se mudaron del campo a la ciudad, dando comienzo al fenómeno de urbanización soviética que caracterizaría al país durante las décadas venideras, hasta antes de la disolución de la URSS a fines de 1991.
A pesar de que algunas de las metas eran increíblemente altas (tales como un 250% de incremento estipulado para la producción industrial total y hasta un 330% de expansión en la industria pesada en particular), se lograron algunos resultados destacables, tal como su puede observar en la sencilla tabla mostrada a continuación:
| Producción                                       | Producción lograda | Producción de 1928 | Producción prescripta por el plan |
| ------------------------------------------------ | ------------------ | ------------------ | --------------------------------- |
| Acero (millones de toneladas métricas)           | 5,9                | 4,0                | 8,3                               |
| Carbón (millones de ton.)                        | 64,3               | 35,4               | 68,0                              |
| Electricidad (millones de kWh o kilovatios-hora) | 13.400             | 5.000              | 17.000                            |
| Hierro en lingotes o arrabio (millones de ton.)  | 6,2                | 3,3                | 8,0                               |
| Petróleo (millones de ton.)                      | 21,4               | 11,7               | 19,0                              |

Sin embargo, mientras que el Plan alentó la industrialización, llegó a dañar tanto a la agricultura soviética en tal medida que esta no logró recuperarse sino hasta después de la Segunda Guerra Mundial (1939-1945). No obstante, la dirigencia soviética consideró que este había sido tan exitoso que en 1932, año en el que este concluía oficialmente, se declaró un Segundo Plan Quinquenal para el período 1933-1937.
Debido a la confianza del plan en la rápida industrialización, debían ocurrir en tándem grandes cambios sociales que los acompañasen. A medida que surgía el nuevo orden social derivado de la colectivización comunista, surgieron conflictos entre algunas de las poblaciones nómadas. Por ejemplo, en la centroasiática república de Turkmenistán la política de colectivización soviética cambió su producción de cultivos alimenticios por la de algodón. Tal cambio produjo malestar dentro de la comunidad preexistente a este reajuste externo entre 1928 y 1932, es decir, entre los años de ejecución del Primer Plan Quinquenal soviético. Los nómadas y campesinos turcomanos dejaron en claro a través de algunos métodos tales como la resistencia pasiva que ellos no estaban de acuerdo con tales políticas. Este cambio en la producción indudablemente ayudó al cumplimiento por lo menos parcial de las metas oficiales soviéticas (al margen del hecho de que algunas repúblicas del Asia Central tales como Turkmenistán o Uzbekistán eran efectivamente más aptas para la producción de algodón que de granos) pero produjo cierto grado de malestar entre la población local durante ese tiempo de grandes cambios socioeconómicos.
Por otra parte, también entre 1928 y 1932, se realizó un proyecto secreto de inversión extranjera privada con empresas destacadas de Estados Unidos que asesoraron al Gobierno soviético en materia de construcción industrial, lo cual sirvió de aprendizaje para los técnicos soviéticos.